# Gottfried Solderer
Gottfried Solderer (* 1. März 1949 in Brixen; † 24. Oktober 2021) war ein Südtiroler Journalist, Publizist und Verleger. Er war langjähriger Chefredakteur des Wochenmagazins ff und Gründer des Verlags Edition Raetia.

## Biographie
Solderer besuchte die Volksschule in St. Peter (Lajen) und die Mittel- und Oberschule im Johanneum in Dorf Tirol. Anschließend studierte er Publizistik und Politikwissenschaften an der Universität Salzburg. 1980 erlangte er mit einer Dissertation über Bedeutung und Rolle des Rundfunks in Südtirol seine Promotion. Zusätzlich besuchte Solderer die Akademie für Publizistik in Hamburg. Von 1974 bis 1980 war er als Journalist beim RAI-Sender Bozen tätig und arbeitete als Südtirol-Korrespondent der Deutschen Presse-Agentur, der Tiroler Tageszeitung und des ORF. 1975 legte Solderer in Rom die italienische Journalisten-Prüfung ab.
Von 1980 bis 1990 war Solderer Chefredakteur der von Klaus Dubis mit Unterstützung des Bozner Unternehmers Christoph Amonn gegründeten Wochenzeitschrift FF Südtiroler Illustrierte. Nach seinem Rückzug aus dem Journalismus gründete Solderer 1991 den regionalen Literatur- und Sachbuchverlag Edition Raetia. Solderer etablierte den in Bozen ansässigen Verlag im Verlauf der 1990er- und 2000er-Jahre vor allem mit Publikationen zur regionalen Zeitgeschichte.
Neben seiner Tätigkeit als Verlagsleiter veröffentlichte Solderer im Raetia-Verlag mehrere eigene Werke. Er war Herausgeber einer Biographie des langjährigen Südtiroler Landeshauptmanns Silvius Magnago sowie der fünfbändigen Reihe „Das 20. Jahrhundert in Südtirol“. Unter dem Titel „Gell, hinter den Bergen ist Deutschland. Die Option 1939“ veröffentlichte Solderer eine eigene Arbeit zur Geschichte der Option in Südtirol. 
2011 gab Solderer die Programmleitung des Raetia-Verlags an Thomas Kager und die kaufmännische Leitung an Wilfried Gufler ab. Er stand dem Verlag aber weiterhin bis 2021 als Präsident des Verwaltungsrates vor.

## Werke
- Schwarzweiß in Farbe. 50 Jahre deutsches Fernsehen Rai Südtirol, Edition Raetia, Bozen 2018.
- Hosch den schun keart. Südtiroler erzählen ihre Witze. Mit Zeichnungen von Hanspeter Demetz, Edition Raetia, Bozen 2013.
- (Hg.) Das 20. Jahrhundert in Südtirol. 5 Bände. Edition Raetia, Bozen 1999–2003.
- (Hg. unter Mitarbeit von Elisabeth Baumgartner) Silvius Magnago. Eine Biographie Südtirols, Edition Raetia, Bozen 1996.
- Gell, hinter den Bergen ist Deutschland, Edition Raetia, Bozen 1989.